# Piknik Gombrowiczowski
Piknik Gombrowiczowski – ogólnopolska impreza kulturalna poświęcona Witoldowi Gombrowiczowi. Piknik odbywa się rokrocznie od 2003 roku w Ostrowcu Świętokrzyskim i okolicach związanych z pisarzem i jego rodziną.

## Idea
Ideą trzydniowego Pikniku jest przybliżenie osoby i twórczości Gombrowicza, który przyszedł na świat w pobliskich Małoszycach. Ponadto impreza ma zwrócić uwagę na liczne w okolicach dobra kultury związane z rodziną Gombrowiczów i samym artystą, który spędził tutaj lata swojej młodości.
Na Piknik składa się wiele wydarzeń kulturalnych prezentujących życie i twórczość artysty. Publiczność ma okazję oglądać sztuki teatralne autorstwa pisarza, filmy dokumentalne i fabularne, podziwiać wystawy artystyczne. Może wziąć udział w spotkaniach dyskusyjnych, rajdzie Szlakiem Gombrowicza, turnieju szachowym, koncertach i happeningach. Od 2006 w ramach imprezy odbywa się rajd offroadowy GombRajd. Od siódmej edycji Piknik poszerzono o Literacki Konkurs Gombrowiczowski.

## Historia
Pierwsza edycja, zapowiadająca Rok Gombrowiczowski, odbyła się w ruinach fabryki Gombrowiczów Witulin (nazwana tak w 1911 roku od imienia Witolda) w Dołach Biskupich.